# Свиласта албиција
Свиласта албиција (Albizia julibrissin Durazz.) припада роду који је добио име по италијанском племићу Албицију (Fillipo degli Albizzi) који ју је интродуковао из Цариграда у Фиренцу око 1749. Име врсте је настало од искварене персијске речи ђулиабришам (گل ابریشم) свилени цвет (од ђул گل "цвет" + абришам ابریشم "свила"). У свету је позната под различитим именима као на пример персијско свилено дрво (Persian silk tree), ружичасти сирис (pink siris), ленкоранска акација (по граду Ленкорану у Азербејџану). Врсте рода Albizia некада су биле сврстане у род Mimosa и род Acacia па су некадашњи синоними за ову врсту и Acacia julibrissin (Durazz.) Willd. и Mimosa julibrissin Scop.
Савремени персијски назив за албицију је шабкосб (شبخسب) што значи „ноћни спавач“ јер се листови ове биљке затварају током ноћи и по облачном времену. У Јапану уобичајена су имена немуноки, немуриноки и нененоки што значи „спавајуће дрво“, а један од старих синонима албиције био је Acacia nemu Willd. према делу јапанског назива. Руски назив је ака́ция шёлковая – дудова акација (шелкови́ца – дуд) због изгледа цветних пупољака који личе на дудињу.

## Ареал
Свиласта албиција се од природе јавља у југозападној тропској и суптропској Азији, а у источној Азији се шири према северним, хладнијим деловима, где опстаје и на нижим температурама.

## Опис врсте
Једнодомо мало листопадно дрво, висине 5–15m усправних и ретких грана које формирају широку, округласту и прозрачну круну. Кора је тамно зеленосива са вертикалним браздама код старијих стабала. Пупољци су црвенкасти и спирално распоређени на изданку.
Листови двоструко парно перасто сложени, 20–45 cm дуги 12–25 cm широки са 8-12 пари пина на којима је 20-30 пари пинула; лиске су елипсасто издужене 1–1,5 cm дуге и 2–4 mm широке.
Цветови двополни, седећи, у густим лоптастим цвастима, бројни, розе, црвенкасти или бели. Цваст има упадљиве кончасте прашнике дужине 3–5 cm који су у основи срасли. Појединачни цветови са малом чашицом и круницом (осим централних). Цветови су привлачни за пчеле и лептире. Цвета од јуна до септембра.
Плод је пљосната, многосемена махуна дужине 10–20 cm дуга и 2–2.5 cm широка, сламнатожуте до браон боје. У свакој махуни је (3) 5-12 (15) зрна. Зреле су у јесен, затворене се дуго задржавају на гранама. Семе браон боје, ексалбуминско, макробиотичко, дужине до 1 cm. У килограму има просечно 26 500 зрна.

## Значај захортикултуруипејзажну архитектуру
У Америци је натурализована и гаји се као украсна биљка; у неким државама САД има статус инвазивне врсте. Код нас се гаји због своје декоративности у различитим категоријама зелених простора (солитарно или у групацији) и до сада није показала инвазивност иако обилно плодоноси. Отпорна је на ниске температуре. Овој врсти потребно је осигурати отворена и светла места када показује највећу виталност. Захтева рахла, свежа и хранљива земљишта. Треба је повремено прихрањивати органско-минералним ђубривима и редовно је и обилно заливати. Орезивањем грана ујесен стимулише се обилније цветање наредне године.

## Занимљивост
Семе албиције сакупљено у Кини 1793. године и депоновано у колекцији Природњачког музеја (Natural History Museum, London), исклијало је после гашења пожара изазваног немачким бомбама 1940. године, после 147 година. Три исклијале саднице посађене су у близини, али су страдале у новом бомбардовању следеће године.